# Август Борзиг
Йоганн Фрідріх Август Борзиг (нім. Johann Friedrich August Borsig; 23 червня 1804, Бреслау, — 6 липня 1854, Берлін) — німецький підприємець, засновник заводів Борзига.

## Біографія
Август Борзиг народився в сім'ї кірасира і теслі Йоганна Георга Борзига. Він навчався ремесла свого батька, а також навчався в Королівській провінційній школі архітектури та мистецтв, а потім до осені 1825 року — в Королівському ремісничому інституті в Берліні.
Практичні знання з машинобудування Борзиг здобув на чавуноливарному виробництві у Франца Антона Егельса. Однією з перших робіт, доручених Борзигу, став монтаж парової машини в сілезькому Вальденбурзі. Успішно виконавши замовлення, Борзиг отримав місце керівника виробництва, яке займав протягом 8 років. У 1828 році Август Борзиг одружився з Луїзою Паль (нім. Louise Pahl), і через рік у нього народився єдиний син Альберт.

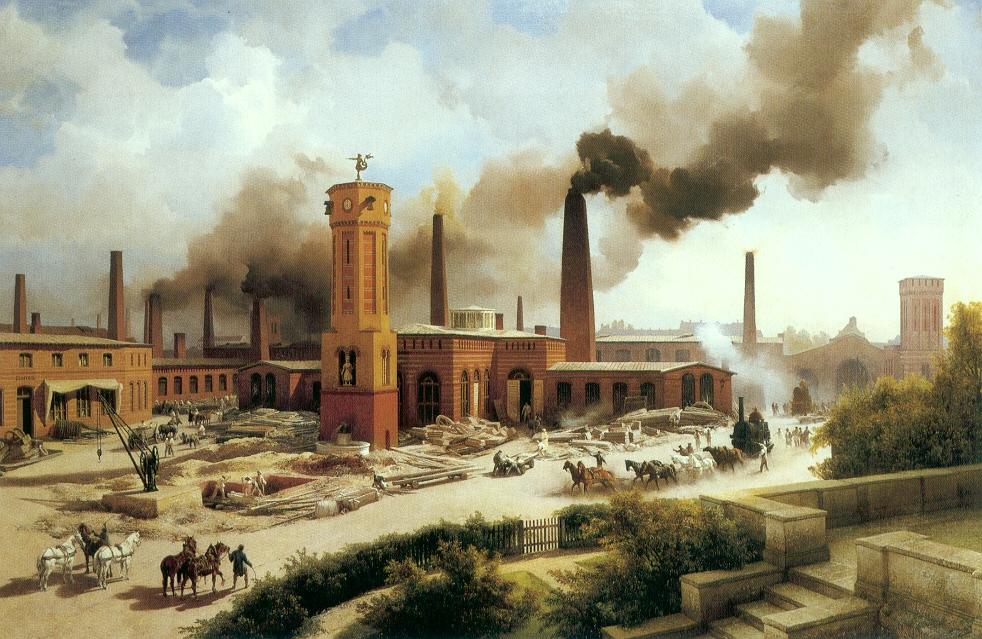
Машинобудівна компанія Борзига. 1847

У 1836 році Борзиг вклав свої заощадження в покупку земельної ділянки на Шосейній вулиці (нім. Chausseestraße) поблизу Оранієнбурзьких воріт у Берліні і заснував власну машинобудівну компанію. Датою заснування вважається 22 липня 1837 року, коли була відлита перша партія чавуну.
У початковий період Борзиг випускав парові машини для власних потреб і верстати для інших підприємств, а також займався чавунним і художнім литтям, але незабаром він зацікавивсялокомотивобудуванням. До 1843 року прусські залізниці замовили у Борзига 18 паровозів, а в 1844 році Борзиг представив на Берлінській промисловій виставці вже свої локомотиви Beuth.
Компанія Борзига швидко зростала завдяки розвитку залізниць у Німеччині. У 1847 році почалося будівництво металургійного заводу в Моабіті (тепер у межах Берліну), який був введений в експлуатацію 1849 року. У 1850 році Борзиг купив машинобудівне підприємство й металургійне виробництво на Кірхштрассе в Берліні. На трьох підприємствах у Берліні працювало близько 1800 осіб, що в ті часи було великим виробництвом.
Компанія BORSIG GmbH досі працює, змінивши за цей час чимало власників. 

## Август Борзиг як людина

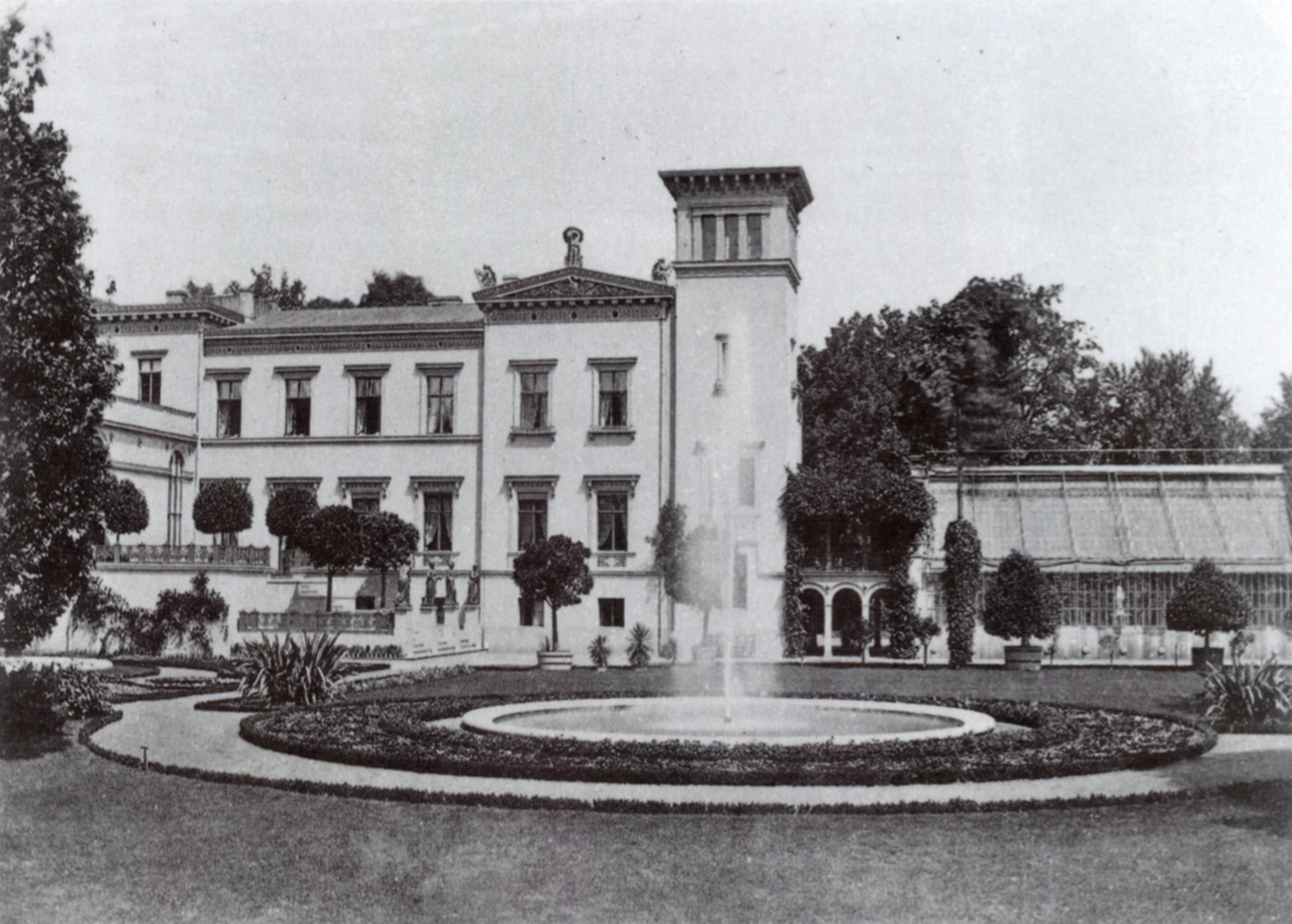
Вілла Борзига в берлінському Моабіті, до 1867

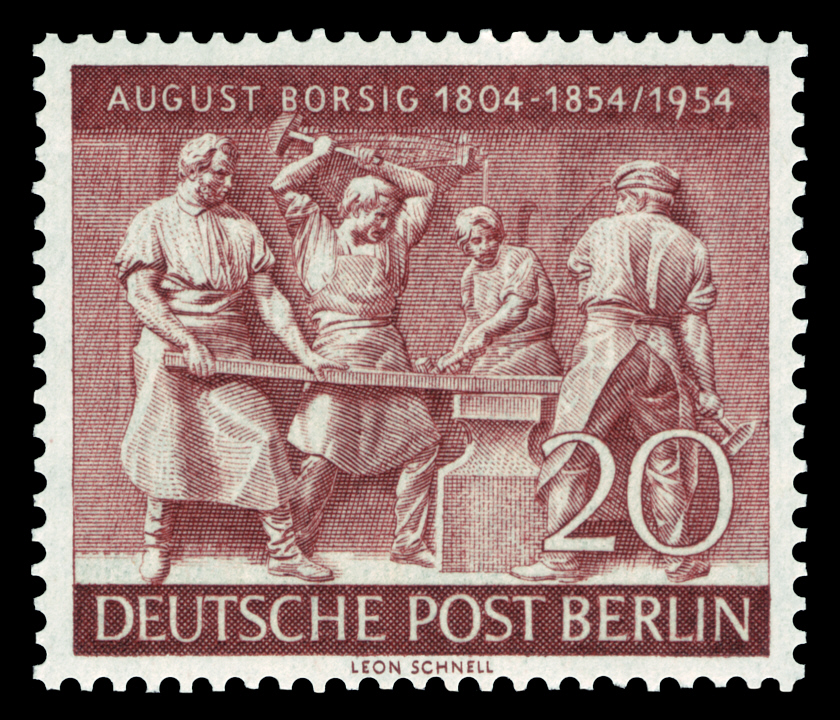
Поштова марка, присвячена 100-річчю з дня смерті Борзига

Август Борзиг вважався суворим, але справедливим начальником і енергійною людиною. Для своїх працівників він заснував лікарняну й ощадну каси. На заводі функціонували навчальні приміщення, їдальня і душова з плавальним басейном. Із зростанням кількості замовлень збільшувалося багатство Борзига, і незабаром з бідного бреслауського лицаря удачі він перетворився на багатого, схильного до розкошів підприємця й одночасно мецената. На жаль, йому не вдалося вдосталь насолодитися багатством. На піку своєї могутності він помер 6 липня 1854 року і був похований на Доротеїнштадтському цвинтарі. Надгробок виготовлений за проєктом архітектора Генріха Штрака.